# Dasiops crucivibrissus
Dasiops crucivibrissus är en tvåvingeart som beskrevs av Mcalpine 1964. Dasiops crucivibrissus ingår i släktet Dasiops och familjen stjärtflugor. Inga underarter finns listade i Catalogue of Life.